# Stevan Aleksić
Pour les articles homonymes, voir Aleksić.
Stevan Aleksić (en serbe cyrillique : Стеван Алексић ; né le 23 décembre 1876 à Arad - mort le 2 novembre 1923 à Modoš) était un peintre serbe. Son grand-père Nikola Aleksić et son père Dušan Aleksić étaient également peintres. 

## Biographie
Stevan Aleksić effectua ses études primaires et secondaires à Arad, aujourd'hui en Roumanie ; en même temps, il s'initia à la peinture dans l'atelier de son père. De 1895 à 1900, Stevan Aleksić étudia à l'Académie des beaux-arts de Munich, dans la classe de Nikolaos Gysis, un peintre d'origine grecque. En revanche, la mort de son père, en 1900, le contraignit à interrompre ses études à l'Académie et à rentrer chez lui. 
En 1905, Stevan Aleksić se fit construire une maison à Modoš (aujourd'hui Jaša Tomić) et il y installa son atelier. Il y demeura et y travailla jusqu'à sa mort. De nombreux élèves étudièrent dans son atelier ; parmi eux figure le peintre Vasa Pomorišac. 

## Œuvres

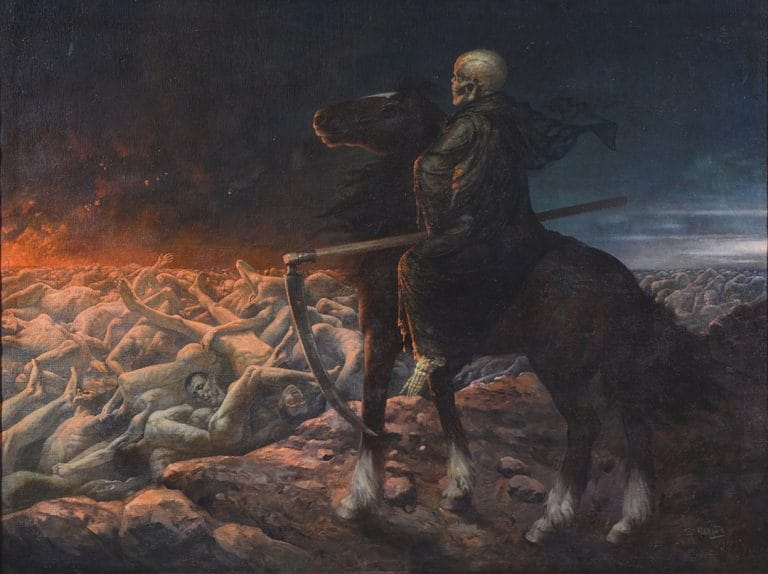
Le Faucheur, Matica srpska, Novi Sad

Stevan Aleksić a peint environ deux cents tableaux, mais il a également travaillé dans une trentaine d'églises. Parmi ses œuvres on peut ainsi signaler de nombreuses peintures religieuses, fresques ou icônes. Il a également restauré certaines des œuvres que son grand-père, Nikola Aleksić, avait réalisées dans les églises de Voïvodine et de Roumanie. Mais Stevan Aleksić a aussi peint des portraits et des tableaux historiques. Beaucoup de ses créations sont conservées à la Galerie de la Matica srpska à Novi Sad ou encore au Musée national de Zrenjanin. Parmi ses œuvres, on peut citer des peintures pour le monastère de Bešenovo, dont une grande toile intitulée La destruction des reliques de Saint Sava, qui, après la Seconde Guerre mondiale, a été transférée au Musée municipal de Vukovar. Il a réalisé des compositions historiques pour l'église de la Transfiguration de Pančevo et une grande toile représentant Saint Georges terrassant le dragon (1909), conservée au Palais épiscopal de Vršac.

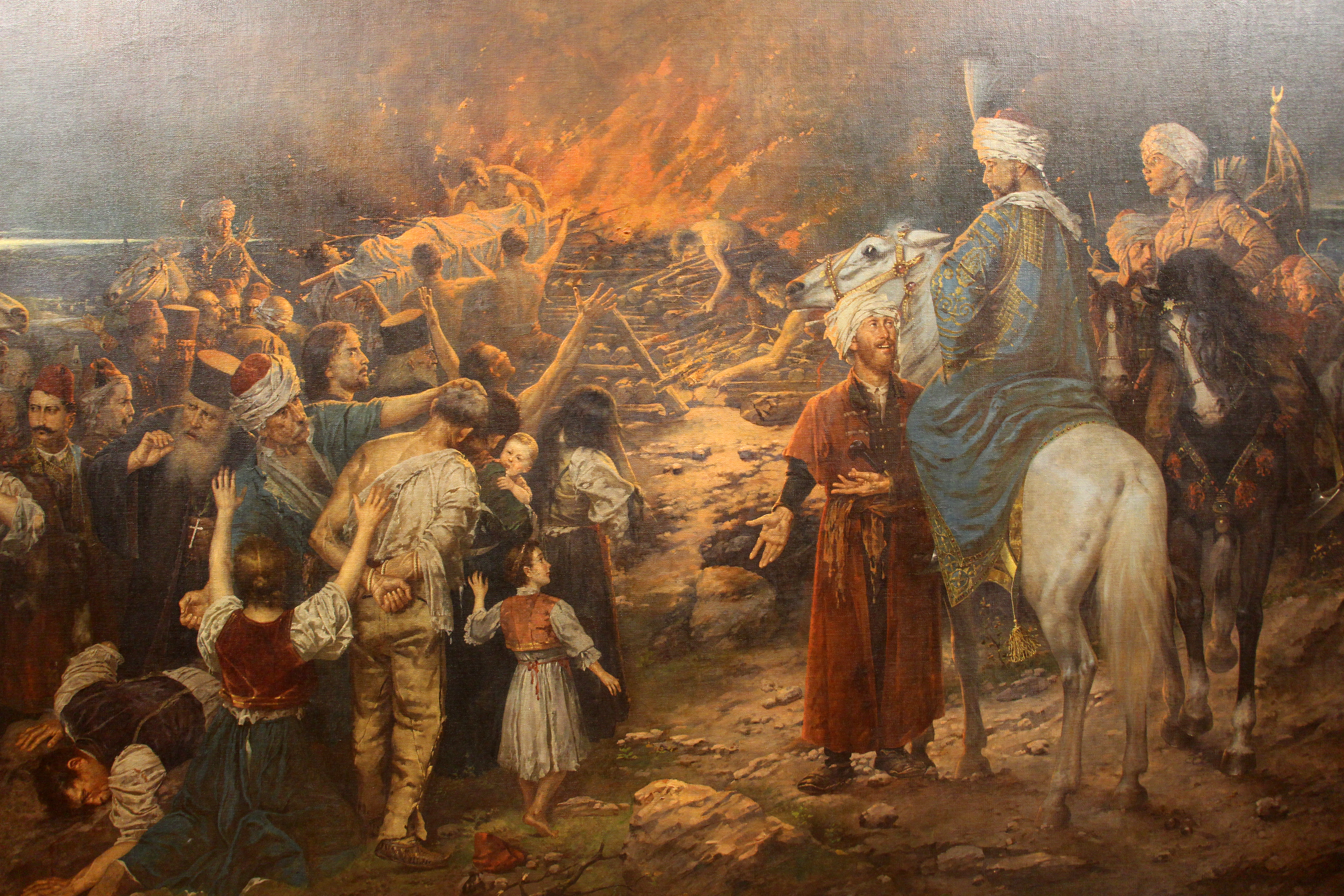
L'Autodafé des reliques de Saint Sava par Stevan Aleksić (1912).

Par la facture réaliste de ses œuvres, Stevan Aleksić appartient à l'école de Munich, mais, par ses thématiques (la religion, la mort), l'essentiel de son œuvre relève aussi du symbolisme.

### Autres œuvres
- 1905-1906 : iconostase de l'église Saint-Nicolas de Jaša Tomić[5],[6],[7] ;
- 1908 : fresques et icônes dans l'église Saint-Michel-et-Saint-Gabriel de Banatsko Aranđelovo[8],[9].